# Il padrone sono me!
Il padrone sono me! è un romanzo di Alfredo Panzini pubblicato per la prima volta nel 1922.
In questo romanzo Panzini descrive, dalla prospettiva del popolano Zvanì, la voce narrante, i cambiamenti sociali avvenuti intorno alla prima guerra mondiale. Il racconto, con un linguaggio reso vivace dall'uso del dialetto romagnolo, segue le vicende di una famiglia ricca che vede svanire la propria fortuna e di una povera che riesce ad arricchirsi.
Dal libro fu tratto il film omonimo diretto nel 1955 da Franco Brusati.

## Trama
Zvanì è figlio del Mingon e di Maria, la Mingona, custodi della villa presso il mare dove il ricco commendator C. trascorre l'estate con la moglie e il figlio Robertino, coetaneo e amico di Zvanì. Zvanì e i suoi genitori, che si occupano anche di badare agli animali, tra cui maiali e una vacca che la padrona chiama "mucchina", vengono trattati con benevolenza ma come persone di rango inferiore. Il padrone, studioso, appassionato di astronomia e credente, fa lunghi discorsi al Mingon, ateo e attratto dal socialismo. La padrona è altezzosa, maniaca della pulizia, dà ricevimenti per i quali Zvanì procura fiori e serve come cameriere.
Robertino, che sogna di fare il cacciatore in Africa, ha un carattere molto vivace e intraprendente. Possiede una piccola imbarcazione, un sandolino, con cui spesso si avventura per il mare mettendo in ansia il padre. Una volta cerca di salvare un uomo che sta annegando, ma viene ripreso dal padre di Zvanì prima che si metta in pericolo egli stesso. Quando un gruppo di banditi prende ad aggirarsi nella zona e minaccia anche la sua casa, Robertino corre a denunciarli ai carabinieri, ma prima che vi riesca il Mingon, che ha trattato con i malviventi per evitare guai peggiori, lo blocca.
Anche Zvanì vive episodi da ricordare: un autunno una tempesta fa crollare un ponte della ferrovia, Robertino e Zvanì corrono a dare l'allarme per evitare il disastro, e le ferrovie, per intercessione del padrone, concedono a Zvanì una regalia di cento lire.
Una novità arriva nella vita della villa quando dall'America, ospite dei padroni, vi giunge Dolly, orfana di madre e figlia di un uomo che è emigrato e si è arricchito col commercio di frutta. Dolly ha una balia, la miss, che la segue sempre. Robertino e Dolly diventano molto amici e giocano sempre insieme. L'anno seguente Dolly ritorna, è diventata una ragazza che fa spese pazze, compra oro e persino un cavallo. Frequenta molto i ragazzi e piace anche a Zvanì; Robertino ne è molto geloso, non esita a fare a pugni, avendo la peggio, con un ragazzo che le ha dato della civetta. Dolly si libera un po' dall'assedio della miss facendole fare la corte da Archimede il bello, garzone di farmacia e donnaiolo impenitente.
Dolly, però, è troppo disinibita, così si decide di farla sposare con Giam, un ricco imprenditore, e Robertino è preso dallo sconforto. Dolly parte per un lungo viaggio di nozze e l'estate seguente torna col marito, chiedendo aiuto a Mingon per affittare la villa più lussuosa. Robertino è ormai un bel ragazzo che piace alle signorine, ma quando Giam è assente per lavoro continua a corteggiare Dolly.
Il commendator C. dopo l'inverno in città torna nella sua villa malato e semiparalizzato, trascorre un'estate faticosa, poi l'inverno seguente muore in città.
Quando l'Italia entra in guerra, la padrona di Zvanì, come altre donne, si lascia trascinare dal patriottismo, e aiuta anche a confezionare calze e indumenti per i soldati. Giam si arricchisce ancora investendo sugli aeroplani. All'annuncio della presa di Gorizia si diffonde l'entusiasmo e la padrona organizza un discorso di un deputato, che al popolo sembra la celebrazione della vittoria dei signori, mentre a morire sono i figli del popolo. Ma la guerra ha un impatto tragico sulla villa: Robertino, giovane ufficiale che pensa ancora a Dolly, e Zvanì si ritrovano insieme a combattere presso Trieste, ma Robertino rimane ucciso.
Finita la guerra, cresce il movimento socialista, che la padrona disprezza. I socialisti si accaniscono contro le case di nobili e borghesi, e anche la padrona è presa di mira: la costringono a rimuovere la bandiera italiana che si ostinava ad esporre in ricordo della patria per cui Robertino è morto.
Anche Mingon è sensibile alle idee socialiste, ma soprattutto cerca di approfittare della situazione: spara nei campi per far credere alla padrona che i socialisti la minacciano e mette in giro la diceria che il fantasma del defunto padrone si aggira la notte per la villa. Così la padrona, esasperata e spaventata dalle voci secondo cui l'avvento del socialismo causerà confische delle ricchezze, decide di vendere la villa. Mingon, investendo tutti i suoi risparmi, la può acquistare ad un prezzo bassissimo. La padrona se ne va, portandosi via i mobili e i ricordi di Robertino, ma prima fa seppellire la bandiera a cui un tempo teneva tanto.
Mingon presto si ammala, perde il senno e muore, dopo avere ricevuto un prete su insistenza della moglie. Così Zvanì diventa padrone di tutto.
Tempo dopo Zvanì rivede Giam, che conduce vita vagabonda a bordo di una barca e un giorno passa davanti alla villa. Dolly è morta lavorando in guerra come infermiera, e prima di morire ha accarezzato i capelli di Giam, che ora non li taglia più e ha rinunciato alle sue ricchezze.

## I capitoli del romanzo
1. Noi e loro
2. Il ponte crollato
3. "Fram", la barchettina
4. L'annegato
5. I banditi
6. La padrona
7. Le ciarle del padrone
8. La signorina sveglia il signorino
9. Diventiamo tutti innamorati della Dolly
10. Archimede il bello
11. La Dolly si sposa
12. Quando la Dolly ritornò
13. Il padrone se ne va
14. La padrona diventa matta
15. Quando hanno preso Gorizia
16. Il padroncino se ne va
17. Quando si aspettava la rivoluzione
18. I signori hanno paura
19. Le rondanine
20. Viene Lenin
21. La padrona se ne va
22. Mia madre vuole anche il paradiso
23. Il padrone sono me!

## Edizioni
- Alfredo Panzini, Il padrone sono me!, Milano, Mondadori, 1922,  pp. XV-253.
- Alfredo Panzini, Il padrone sono me!, La Medusa degli italiani (22), Milano, Mondadori, 1949,  p. 187.
- Alfredo Panzini, Il padrone sono me!, Biblioteca moderna Mondadori (432), Milano, Mondadori, 1955,  p. 165.
- Alfredo Panzini, Il padrone sono me!, Oscar (181), Milano, Mondadori, 1975,  p. 176.
- Alfredo Panzini, Il padrone sono me!, Letture per la scuola media, Milano, Mondadori, 1985,  pp. XI-210.
- Alfredo Panzini, Il padrone sono me!, Classici di lingua e cultura (11), Santarcangelo di Romagna, Fara, 1994,  p. 207.
- Alfredo Panzini, Il padrone sono me!, Oscar classici moderni (110), Milano, Mondadori, 1995,  pp. XV-158, ISBN 88-04-39573-7.
- Alfredo Panzini, Il padrone sono me!, Genius loci, Ancona, Il lavoro editoriale, 2000,  p. 229, ISBN 88-7663-297-2.